# Год тысяча девятьсот юбилейный
«Год тысяча девятьсот юбилейный», также известная по первой строчке как «Жил-был Миколка, самодержец всей Руси…», — советская политическая песня, посвящённая тому, что «любой российский правитель утверждается на отрицании предыдущего».
А мы по-прежнему всё движемся вперёд,

А ежли кто-нибудь случайно и помрёт,

Так ведь на то она, история,

Та самая, которая

Ни столько,

Ни полстолько

Не соврёт!
Песня была написана советским бардом Анатолием Флейтманом (род. 3 января 1930, Ленинград) и датируется 16 января 1965 года, концом Хрущёвской оттепели. Она была наиграна с гитары актёром Александром Масленниковым и распространялась в бардовской среде.
Текст песни активно менялся и дополнялся при распространении. Известно несколько записей 1960—1970-х годов от неизвестных исполнителем и в вариантах, существенно отличных от оригинального. Менялась в том числе первая строчка:
- «Царь Николашка правил на Руси…»,
- «Царь Николашка нами правил на Руси…»,
- «Царь Николашка жил-был, правил на Руси…»,
- «Царь Николашка, самодержец всей Руси…»,
- «Царь Николашка, самовержец всей Руси…»,
- «Жил Николашка-царь, он правил на Руси…»,
- «Жил Николашка, самодержец всей Руси…»,
- «Жил Николашка-самодержец на Руси…»,
- «Был Николашка самодержцем всей Руси…»

и т. д.
Авторство песни ошибочно приписывали Александру Галичу, Юлию Киму, Владимиру Высоцкому, Науму Коржавину и другим музыкантам. В Перестройку песня в изменённом виде попала в сборник «В нашу гавань заходили корабли» и дважды исполнялась по телевидению. Автор считает такую версию ухудшением по сравнению с оригиналом. В 1993 году песня была исполнена Ильёй Олейниковым и Юрием Стояновым в передаче «Городок».